# D3 퍼블리셔
주식회사 D3 퍼블리셔(일본어: 株式会社 D3パブリッシャー 영어:  D3 Publisher Inc.)는 일본의 게임 소프트 퍼블리셔.
2010년 4월 1일부터 친회사인 D3 와 계열회사인 ESP와 합병하여 새로운 D3로 재편하였다. 반다이 남코 그룹의 자회사.

## 개요
원래는 컬처 컨비니언스 클럽(렌탈 비디오의 TSUTAYA)의 관련기업인 컬처 퍼블리셔즈 주식회사의 게임 사업부였으나, 부동산 관리업자였던 주식회사 인터내셔널 시그널이 부동산 관리업을 폐업하고 주식회사 D3 퍼블리셔로 개칭, 사업을 양도받아 게임 부분을 실질적으로 독립시켰다.
1,500~2,960엔의 염가 소프트 SIMPLE 시리즈가 유명하지만, 그 외에도 파치슬로 소프트나 디즈니 영화의 게임화, 오토메 게임등 풀프라이스 소프트를 많이 내놓고 있다.

## 연혁
- 1992년 2월 5일 - 부동산 판매, 관리, 중개업으로 C·I·M JAPAN 주식회사 설립.
- 1997년 4월 1일 - 컬처 퍼블리셔즈 주식회사에 게임 사업부 설립.
- 1997년 10월 - 상호를 주식회사 인터내셔널 시그널로 변경
- 1998년 10월 22일 - SIMPLE1500 시리즈 판매 개시
- 1999년 6월 - 상호를 주식회사 D3 퍼블리셔로 변경
- 1999년 7월 12일 - 주식회사 D3 퍼블리셔에 게임 사업부를 영업 양도.
- 2004년 1월 - 필즈 주식회사와 자본 업무 제휴.
- 2006년 4월 1일 - 주식회사 D3 퍼블리셔가 주식회사 D3로 상호변경하면서 지주회사가 되어, 사업부문은 동일하지만 새로 설립된 주식회사 D3 퍼블리셔에 이관됨.
- 2006년 8월, 엔터테인먼트 소프트웨어 퍼블리싱(ESP)의 전주식을 취득.
- 2009년 2월 12일 - 주식회사 반다이 남코 게임스가 D3를 완전 자회사를 목표로 우호적 TOB를 실행한다고 발표. 친회사 필즈도 찬성.(※)

(※) 2009년 2월 12일 자회사 주식의 공개매수 응모에 관한 공지
2009/02/12 주식회사 반다이 남코 게임스의 주식회사 D3 주식등에 대한 공개매수 개시에 대한 공지（PDF）
- 2009년 3월 24일 - TOB 결과 반다이 남코 게임스와 전 주식의 95.02%를 취득, 친회사가 반다이 남코 게임스로 바뀜.
- 2009년 7월 24일 - 반다이 남코 게임스의 완전 자회사가 됨.
- 2010년 4월 1일 - D3, 엔터테인먼트·소프트웨어·퍼블리승과 합병, 신 D3 퍼블리셔로서 재편. 동시에 친회사가 반다이 남코 게임스에서 반다이 남코 홀딩스로 바뀜.

## 대표 작품
- 심플 시리즈
- 필승 파칭코★파치슬로 공략 시리즈
- Love Songs 아이돌이 클래스메이트
- 오네찬바라
- 지구방위군 3
- 밀실의 새크리파이스
- 드림 클럽 시리즈
- 블레이징 엔젤
- 다크섹터
- 우루룬 퀘스트 연유기
- 비타민 X
- 시그널
- 프루무이 프루무이(1999년) 플레이 스테이션
- IWATOBI PENGUIN ROCKY×HOPPER (1997년) 플레이 스테이션
- 헬로 키티의 Cube de Cut(1998년) 플레이 스테이션
- alabama 팝하고 큐트한 심리 테스트(2000년) 플레이 스테이션

※ 이 외에, 해외에서는 《벤 10》나 《나루토》의 게임을 판매하고 있다.

## 기업 그룹
- D3 Publisher of America, Inc. （미국 현지법인）
- D3 Publisher of Europe, Inc. （영국 현지법인）
- D3DB S.r.l. （이탈리아 현지법인）